# Cotero Majín
Cotero Majín es un paraje situado en el municipio cántabro de Reocín, dentro de la finca «Jolocasa». En la parte destacada de este lugar hay un vértice geodésico que marca una altitud de 294,90 m s. n. m. desde la base del pilar. Se llega aquí desde la localidad de Valles, a través de una pista que va a un caserío. En el collado hay que dirigirse a la derecha para llegar a pie hasta el vértice.